# Helicoverpa neckerensis
Helicoverpa neckerensis là một loài bướm đêm trong họ Noctuidae.